# 중화민국의 경찰

내정부경정서의 심볼 마크

중화민국경찰(中華民國警察)은 중화민국이 설치하고 있는 경찰 제도이다. 경찰 기관으로, 중화민국 내정부의 중추 기관으로서 내정부경정서가 설치되어 있으며, 각 직할시, 성, 현에 경찰서를 두고 있다.

## 같이 보기
- 타이완 총독부 경찰